# Emilio Bozzano
Emilio Bozzano (Genova, 14 gennaio 1840 – Genova, 2 maggio 1918) è stato un compositore e organista italiano.

## Biografia
Iniziò lo studio della musica in età infantile e si esibì già all'età di otto anni come pianista in un concerto pubblico al Teatro Doria di Genova riscuotendo l'ammirazione del pubblico. Proseguì gli studi col maestro Carlo Andrea Gambini e all'età di dieci anni, nel 1850, si esibì come organista in diverse chiese genovesi. Contemporaneamente si dedicò alla composizione di musica da camera, soprattutto di romanze per canto e pianoforte, e di musica sacra. Nel 1861 compose una Messa che diresse nella chiesa di Nostra Signora del Rimedio, ottenendo particolare successo di pubblico e di critica. Completò la sua preparazione con viaggi di studio in Germania. Negli anni seguenti maturò le sue qualità artistiche. I successi come compositore gli permisero di ottenere incarichi prestigiosi (maestro concertatore e direttore d'orchestra nei teatri genovesi Politeama e Carlo Felice).
Una paresi al braccio sinistro gli impedì di svolgere attività concertistica e si dedicò all'insegnamento di Armonia, organo e Musica sacra all'Istituto dei ciechi. In questa scuola vennero conservate numerose sue composizioni manoscritte che tuttavia andarono distrutte a causa di un bombardamento aereo durante la seconda guerra mondiale.

## Composizioni
- Musica sacra
- Numerosa musica da camera (circa trecento pezzi fra romanze per canto e pianoforte, duetti vocali, pezzi originali per pianoforte)
- Djem la zingara, opera lirica su libretto di Giuseppe Perosio (prima: 20 giugno 1872, Teatro Doria di Genova)
- Benvenuto Cellini, opera lirica su libretto di Giuseppe Perosio (prima: 20 maggio 1877, Teatro Politeama di Genova)
- Illustrazione del III e del V canto dell'Inferno di Dante, per voci, pianoforte e strumenti (1874)
- Novara-Roma, per cori, orchestra, due bande e fanfare (1878)
- Trascrizioni per pianoforte di opere liriche, tra cui Ruy Blas di Filippo Marchetti, La Gioconda di Amilcare Ponchielli e Roberto il diavolo di Giacomo Meyerbeer.